# Arte infantil

Arte infantil que se muestra en el museo Prelesne en Ucrania.

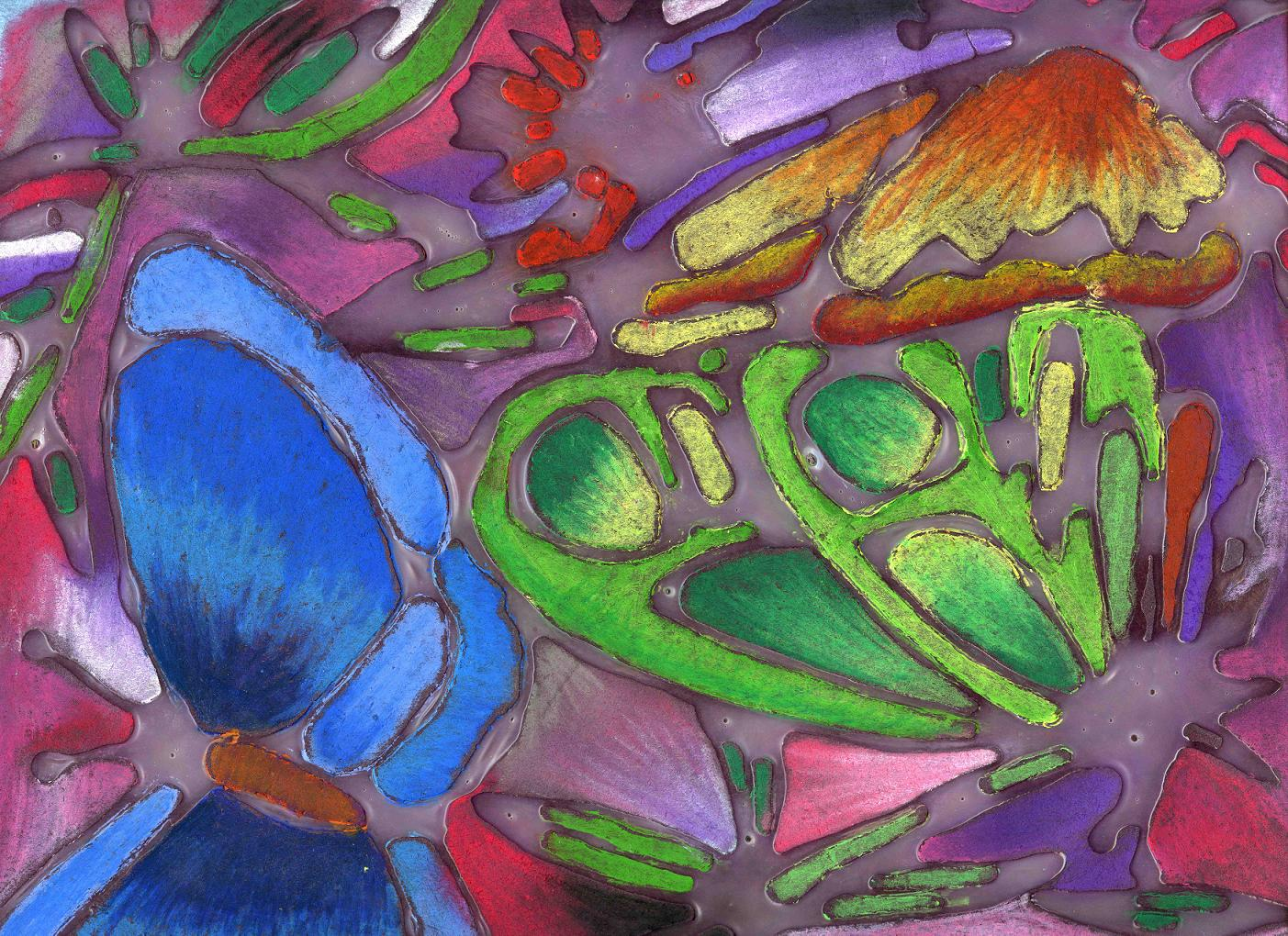
Tres mariposas, de una niña de 14 años, obra hecha con tiza y cola en papel kraft

El arte infantil son los dibujos, pinturas y otras obras artísticas creadas por los niños. También se le conoce como "el arte de los niños" o "arte de niños".
Tal como afirma Carmen Alcalde (2003): "En la infancia, especialmente para los más pequeños, el arte es ante todo un medio natural de expresión". También añade que "la expresión plástica es un lenguaje de comunicación" 

## Etapas del arte infantil
A medida que el niño se desarrolla, su arte pasa a través de una serie de etapas. Se cree que todos los niños pasan a través de estas etapas según Viktor Lowenfield

### Garabatos

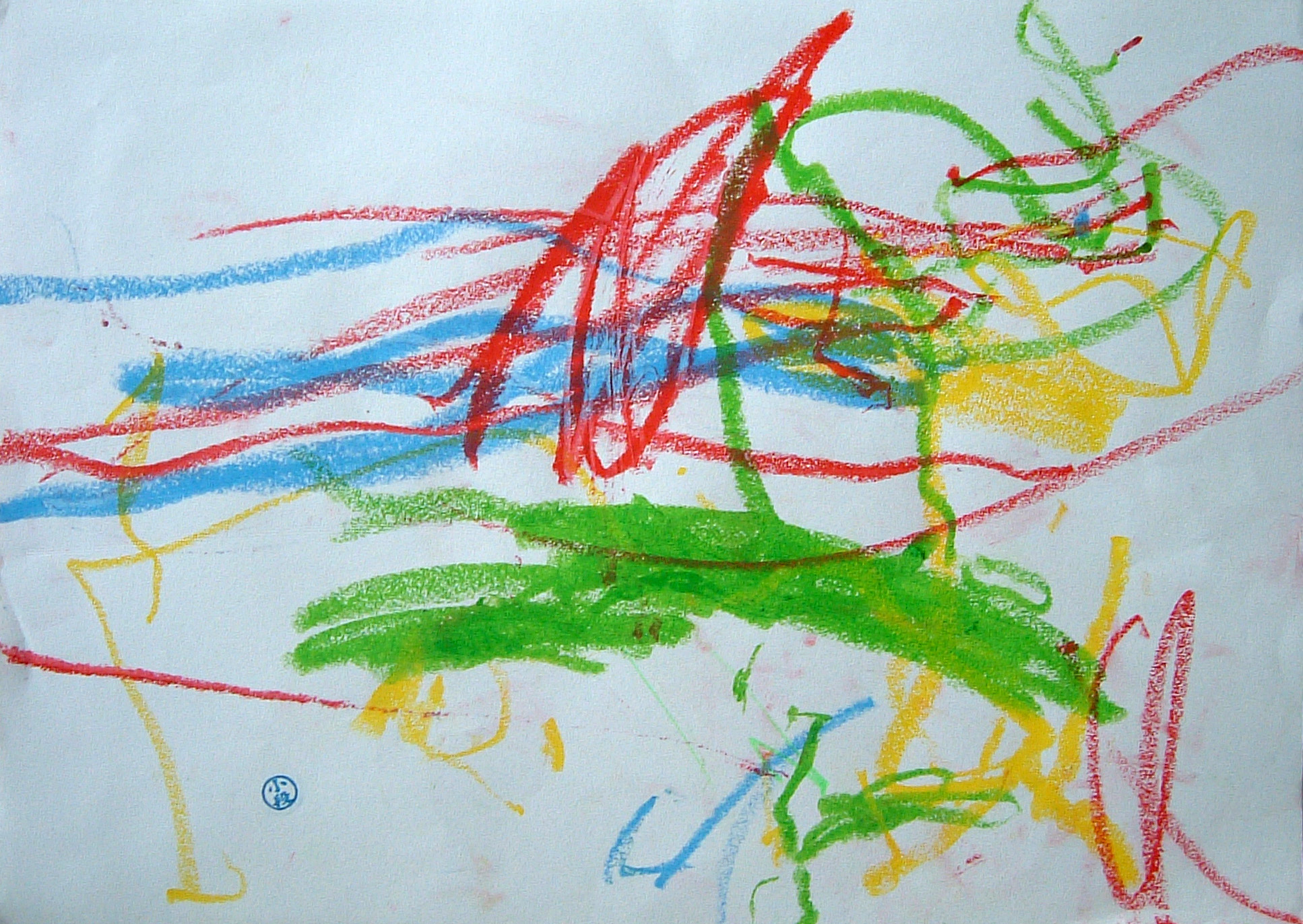
Garabato de un niño de un año.

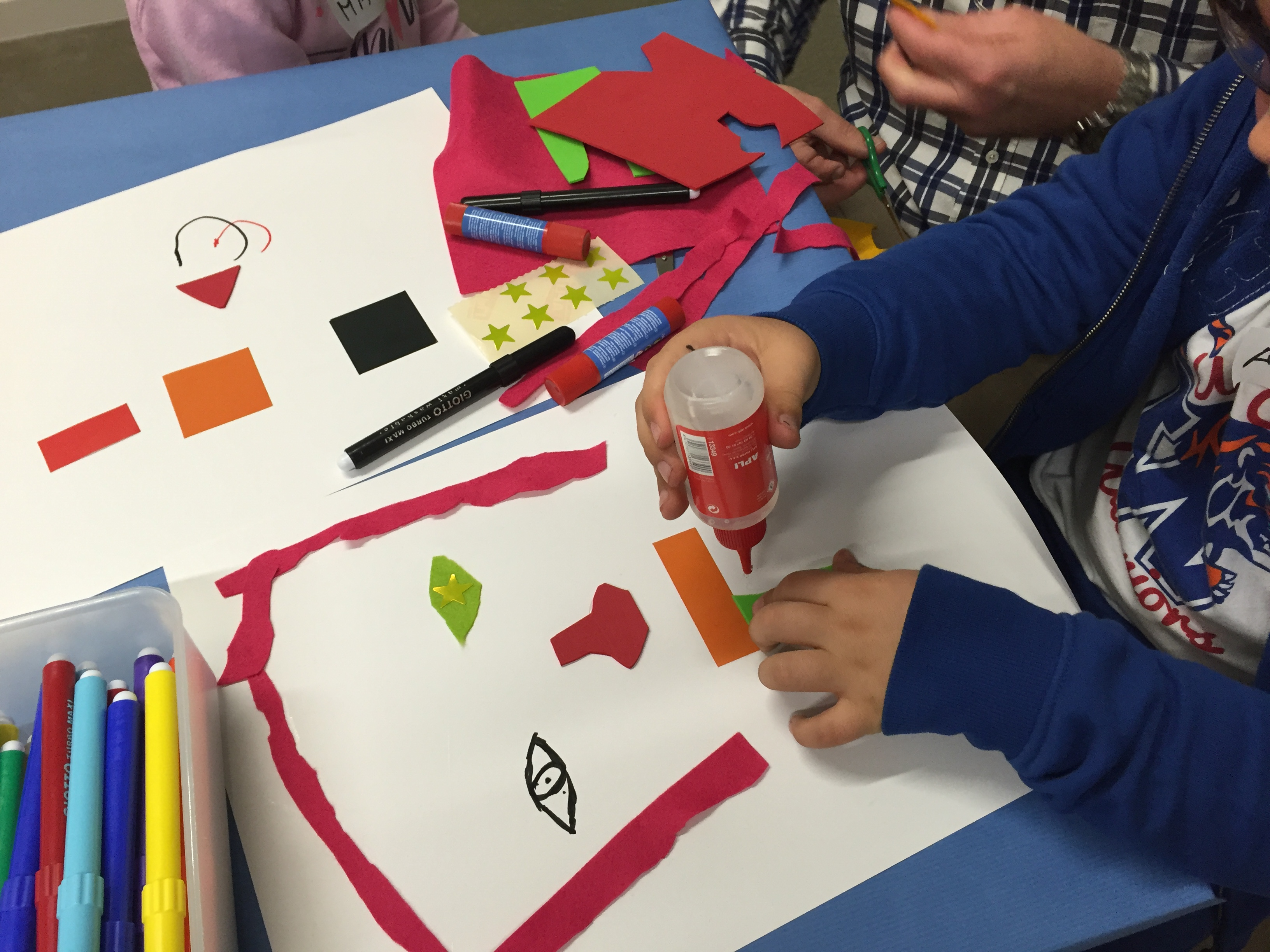
dibujos sin trazo, imaginación-creación

A partir de aproximadamente el primer año, los niños logran el control de la motricidad fina para manejar un lápiz. Al principio comienzan con garabatos. Al principio, hacen garabatos. Los niños más pequeños hacen garabatos con una serie de movimientos de izquierda y derecha, más tarde hacia arriba y abajo, y luego se agregan movimientos circulares. El niño parece tener gran placer al ver aparecer las líneas o los colores. A menudo, sin embargo, los niños no prestan atención a los bordes y las líneas van más allá de los confines de la página. Los niños también están interesados a menudo en la pintura corporal y, cuando se da la oportunidad, pintarán con sus dedos o en la cara.
Más tarde, a partir del segundo año, comienzan los garabatos controlados. Los niños producen patrones de formas simples: círculos, cruces y destellos. También se interesan por el arreglo y pueden crear collages simples de papeles de colores o colocan piedras formando patrones. Una vez que los niños han establecido el garabateo controlado, comienzan a nombrar los garabatos.
Para Rhoda Kellogg hay 20 garabatos básicos que se pueden encontrar en todos los dibujos infantiles, esos garabatos son:
1. Punto
2. Línea vertical sencilla
3. Línea horizontal sencilla
4. Línea diagonal sencilla
5. Línea curva sencilla
6. Línea vertical múltiple
7. Línea horizontal múltiple
8. Línea diagonal múltiple
9. Línea curva múltiple
10. Línea errante abierta
11. Línea errante envolvente
12. Línea en zig-zag u ondulada
13. Línea con una sola presilla
14. Línea con varias presillas
15. Línea en espiral
16. Círculo superpuesto de líneas múltiples
17. Círculos con una circunferencia de líneas múltiples
18. Línea circular extendida
19. Círculo cortado
20. Círculo imperfecto

### Pre-simbolismo

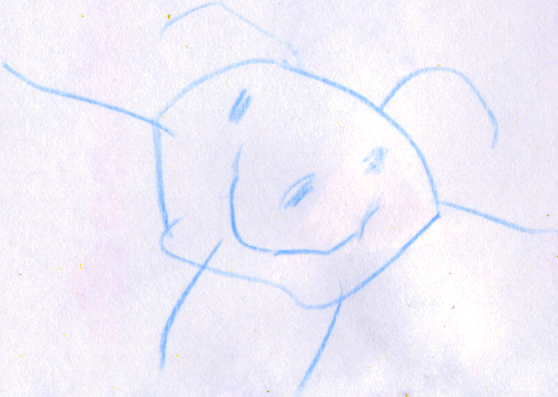
Persona sonriente (cuerpo y cabeza combinados) de 4½ años

Hacia los tres años de edad, el niño comienza a combinar los círculos y las líneas para hacer figuras simples. Al principio, pintan a la gente sin cuerpo y con los brazos surgiendo directamente de la cabeza. Los ojos se dibujan a menudo grandes, llenando la mayor parte de la cara y las manos y los pies se omiten. En esta etapa puede ser imposible identificar el sujeto dibujado sin la ayuda del niño.
Más tarde, los dibujos de esta etapa muestran figuras dibujadas flotando en el espacio y dimensionadas para reflejar el punto de vista del niño sobre su importancia. La mayoría de los niños de esta edad no están preocupados con la producción de una imagen realista.

### Simbolismo

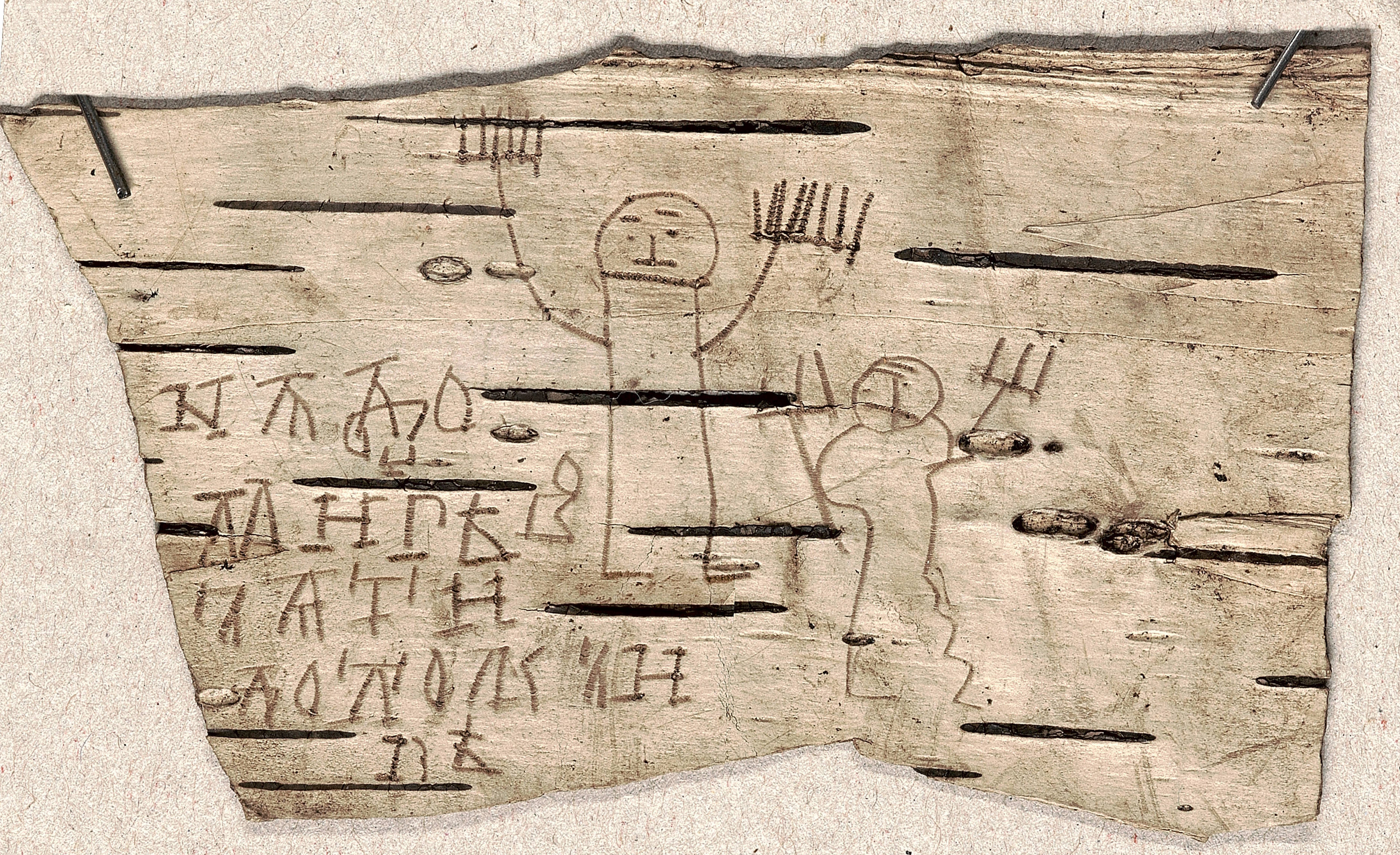
Documento de corteza de abedul 202, que muestra dibujo simbólico de personas. Los expertos estiman que la edad estaría entre 6-7 años.

En esta etapa del desarrollo, el niño crea un vocabulario de imágenes. Así, cuando un niño dibuja una imagen de un gato, siempre va a dibujar la misma imagen básica, tal vez un poco modificada (este gato tiene rayas, este otro tiene puntos, por ejemplo). Esta etapa de dibujo se inicia en torno a los cinco años. Las formas básicas se llaman símbolos o de esquema.
Cada niño desarrolla su propio conjunto de símbolos, que se basan en su entendimiento de lo que se está dibujando, en lugar de en la observación. Cada símbolo del niño es único de él. A esta edad, la mayoría de los niños desarrollan un símbolo "persona"  que tiene una cabeza, tronco y extremidades bien definidos en una especie de tosca proporción.

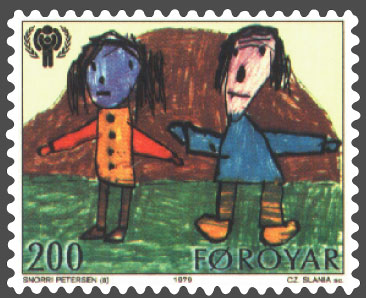
Dos figuras esquemáticas en una línea de base verde

Antes de esta etapa, los objetos que el niño puede dibujar parecen flotar en el espacio, pero hacia los cinco o seis años de edad, el niño introduce una línea de base con la que organizar su espacio. Esta línea base es a menudo una línea verde (para representar la hierba) en la parte inferior del papel. Las figuras están sobre esta línea. Los niños un poco mayores también puede añadir líneas de base secundarias para objetos de fondo y un horizonte el sol y las nubes.
Es en esta etapa en la que las influencias culturales se convierten en las más importantes. Los niños no dibujan a partir de la vida, sino que también copiar las imágenes en su entorno. Pueden dibujar copias de dibujos animados. Los niños también se vuelven más conscientes de las posibilidades de contar historias que tiene una imagen. La primera comprensión de una representación más realista del espacio, como el uso de la perspectiva, por lo general proviene de la copia.

### Realismo
A medida que los niños maduran, empiezan a encontrar sus símbolos como limitantes. Se dan cuenta de que su esquema de persona no es lo suficientemente flexible, y que simplemente no se parece a la cosa real. En esta etapa, que comenzará a las nueve o diez años, el niño va a dar mayor importancia a si el dibujo se parece al objeto que dibuja.
Este puede ser un momento frustrante para algunos niños, ya que sus aspiraciones superan a sus habilidades y conocimientos. Algunos niños pueden abandonar el dibujo casi completamente. Sin embargo, otros se convierten en expertos, y es en esta etapa en la que la enseñanza artística formal puede beneficiar más al niño. La línea de base se ha caído y el niño puede aprender a utilizar reglas, tales como la perspectiva, para organizar el espacio mejor. El relato de historias se vuelve también más refinado y los niños empiezan a utilizar los dispositivos formales, como la tira cómica.

## Otros usos
El término "arte infantil" también tiene un uso paralelo y distinto en el mundo de las obras de arte contemporáneas, en el que hace referencia a un subgénero de artistas que representan a los niños en sus obras.
Hay un tercer uso del "arte infantil" en la literatura, el arte destinado para ser vistos por los niños, por ejemplo, las ilustraciones de un libro para lectores juveniles; dicho arte se puede llevar a cabo por un niño, o un ilustrador profesional adulto.
Desde la psicología tiene una relación directa con el inconsciente del niño, dibuja lo que gurda en los restos inconscientes.